# William Shirley
Pour les articles homonymes, voir Shirley.
William Shirley (2 décembre 1694 – 24 mars 1771) est le gouverneur anglais du Massachusetts entre 1741 et 1759. 

## Jeunesse
Il est né à Preston Manor dans le Sussex, de William et Elizabeth Godman Shirley ; il fait ses études à Cambridge et étudie le droit à Londres avant de partir pour Boston en 1731.
Ses premiers emplois au gouvernement sont arpenteur et procureur du Roi pour la Nouvelle-Angleterre. Il est nommé gouverneur royal en 1741. En 1744, il dirige avec succès un siège de Louisbourg, en Nouvelle-Écosse.
En 1749, Shirley se rend à Londres pour entreprendre des négociations pour régler la dispute territoriale entre les Canadiens et les colons de la Nouvelle-Angleterre. En 1753, il est nommé par un des commissaires pour négocier une entente, mais c'est un échec. Par la suite, Shirley prend une part active à l'expulsion des Canadiens de tout le Canada. Plus tard, il redevient gouverneur du Massachusetts.

## Guerre de Sept Ans
Après la mort du général Edward Braddock le 13 juillet 1755, avec qui le fils de Shirley, William est tué, Shirley est nommé temporairement commandant en chef des forces anglaises en Amérique du Nord, en plus de sa position de gouverneur du Massachusetts. Durant ce temps, ses troupes soutiennent Charles Lawrence dans la déportation des Acadiens. Il est donc l'architecte, avec Charles Lawrence, de la déportation des Acadiens, le déplacement forcé de plus de 12 000 Acadiens de la Nouvelle-Écosse en 1755. Lorsque certains des vaisseaux entrent dans le port de Boston en décembre 1755, Shirley donne l'ordre de ne pas faire débarquer les Acadiens. Pendant trois longs mois de l'hiver, la moitié des Acadiens périssent à bord des bateaux anglais, de froid et de malnutrition. Le 31 mars 1756, le secrétaire à la Guerre le remplace en qualité de commandant en chef et lui dit de retourner en Angleterre dès que possible.
Il est par la suite innocenté de tout blâme, et est gouverneur des Bahamas de 1761 jusqu'en 1769.
Il prend sa retraite pour vivre avec sa fille et son épouse (Eliakin Hutchinson) à Roxbury House. Il y est mort le 24 mars 1771.

## Référence
1. ↑  id=SHRY710W,nom=Shirley, William
2. ↑  nom="appletons"Shirley, William,année=1900
3. ↑  O'Toole pg. 154